# Wenceslao Fernández Flórez
Wenceslao Fernández Flórez (La Coruña, 11 de febrero de 1885-Madrid, 29 de abril de 1964) fue un escritor y periodista español.

## Biografía
Hijo de Antonio Luis Fernández Lago y de Florentina Flórez Núñez, nació en una casa de la calle coruñesa de Torreiro, y manifestó desde pequeño vocación por la medicina, aunque la muerte de su padre cuando tenía quince años le obligó a dejar los estudios y trabajar como periodista. Empezó en el diario coruñés La Mañana y posteriormente colaboró en El Heraldo de Galicia, Diario de La Coruña y Tierra Gallega. A los diecisiete años dirigió el semanario La Defensa de Betanzos, publicación que se declaraba enemiga del capitalismo feroz y a favor de los agraristas; un año más tarde y con tan sólo dieciocho años dirigió durante año y medio el Diario Ferrolano, aunque tuvo que falsear su fecha de nacimiento, pues legalmente no podía hacerlo con menos de veintitrés. Después pasó a dirigir El Noroeste de La Coruña. 
En 1913 fue a Madrid como empleado en la Dirección General de Aduanas, pero abandonó ese cargo para trabajar en El Imparcial y poco después, en 1914, en ABC, donde empezó a publicar sus "Acotaciones de un oyente", una serie de crónicas parlamentarias que le hicieron muy famoso, y que luego reunirá en Crónicas parlamentarias (1914-1936). También escribió en El Liberal y La Tribuna. Desde Madrid continúa manteniendo relaciones con el diario La Mañana y con la prensa gallega.
En 1913 es el primer verano que pasan en San Salvador de Cecebre, toda la familia a excepción de su hermana que había fallecido recientemente. Después de conocer la belleza del espacio y del paisanaje irán todos los años hasta el final de sus días, primero a la casa de Carmen en Piñeiro y finalmente se establecerán en su casita en el apeadero 14, hoy casa museo y centro de interpretación del escritor, bajo los auspicios de su Fundación, de la Diputación de la Coruña y del Ayuntamiento de Cambre.
Fernández Flórez da sus primeros pasos como escritor con Manuel María Puga y Parga «Picadillo», con los hermanos Carré, con Tettamanci, con Manuel Casas, y con Ángel del Castillo, entre otros, todos ellos mayores que él; pero quien realmente le causa impresión fue Castelao, uno de los caricaturistas que más frecuentemente ilustraron sus obras. Obtuvo el premio del Círculo de Bellas Artes con su novela Volvoreta (1917), que narra los amores prohibidos entre una sirvienta y su joven señor en el marco de la Galicia rural. En 1926 recibió el Premio Nacional de Literatura por su obra Las siete columnas.
Aunque de españolismo acendrado y de ideología conservadora (seguidor y admirador de la política de Antonio Maura), no escatimó sus críticas sociales, a veces acerbas, como en sus obras El secreto de Barba Azul, Las siete columnas y El espejo irónico, entre otras, a propósito de la política y de los hombres políticos del reinado de Alfonso XIII. Durante la II República recibió la Medalla de Oro de Madrid y en 1935 fue condecorado por el gobierno presidido por Lerroux, junto con Américo Castro y José Ortega y Gasset, con la recién creada Banda de la República. También fue elegido miembro de la Real Academia Española (1934), aunque no tomaría posesión hasta 1945.
En esa época radicaliza sus opiniones políticas, llegando a acusar en el diario ABC a la propia Falange Española (artículo de noviembre de 1933) de «franciscanismo» por la actitud, en su opinión, no lo suficientemente violenta de la recién fundada formación política.

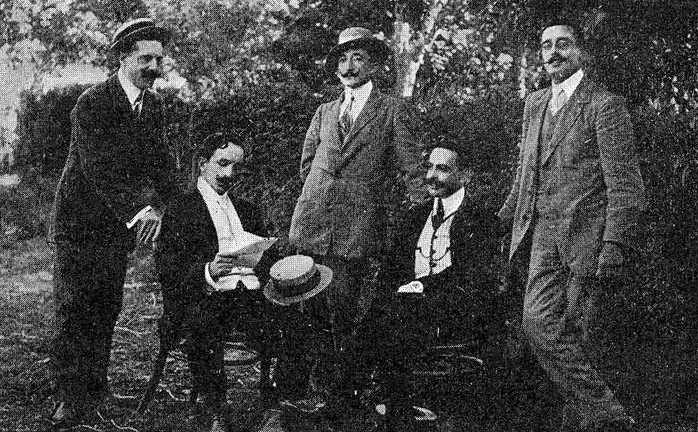
Eduardo Sánchez Miño, Vicente Díaz González, Wenceslao Fernández Flórez, Joaquín Arias de Miranda y José Fitor Cabot (1909).

Esto le valió ser objeto de amenazas de muerte al estallar la Guerra Civil. Sobre el Madrid de aquella época escribió posteriormente por boca de uno de sus personajes:

¡Qué país, Señor, qué país! Entonces, ¿qué cabe hacer en él? La vida humana ya no merece el menor respeto, la justicia se condiciona a la política, la autoridad toma partido por un grupo, los transeúntes se juzgan por sus vestiduras y se cruzan miradas de desafío, el odio se expande y se infiltra como un gas en toda la vida española; se incendian iglesias frente a la cara de ese burgués cobarde que tiembla en el Ministerio de la Gobernación y que adula a las turbas mientras acaso piensa en su propio dinero amenazado.

Huyendo de las llamadas Milicias de Vigilancia de Retaguardia, halló refugio en la Embajada de la República Argentina de donde, a su vez, y a invitación del Gobierno de Holanda, pasó a encontrar refugio en la Embajada en Madrid de este país, ya que era muy apreciado en él por las admirativas descripciones que de Holanda había hecho años antes en su libro de viajes La conquista del horizonte. Bajo la protección de esa Embajada, pues, consiguió salir para Valencia en marzo de 1937, como primer paso para salir de España pero, llegado a Valencia, el Ministerio de Gobernación le denegó el permiso que era imprescindible para poder salir al extranjero; se produjo a causa de ello un tenso incidente diplomático entre el gobierno de Holanda y el de la República durante el cual, y ante la insistencia del Gobierno holandés, el mismo ministro de Gobernación de la República, Julián Zugazagoitia, consultó con el ministro de Defensa, Indalecio Prieto, quien le contestó literalmente: «Si valiera mi voto lo emitiría en sentido favorable a las pretensiones del Gobierno holandés. No creo que merezca la pena producir un rozamiento con ese Gobierno...». Gracias a ello consiguió Fernández Flórez salir de España en julio de 1937.

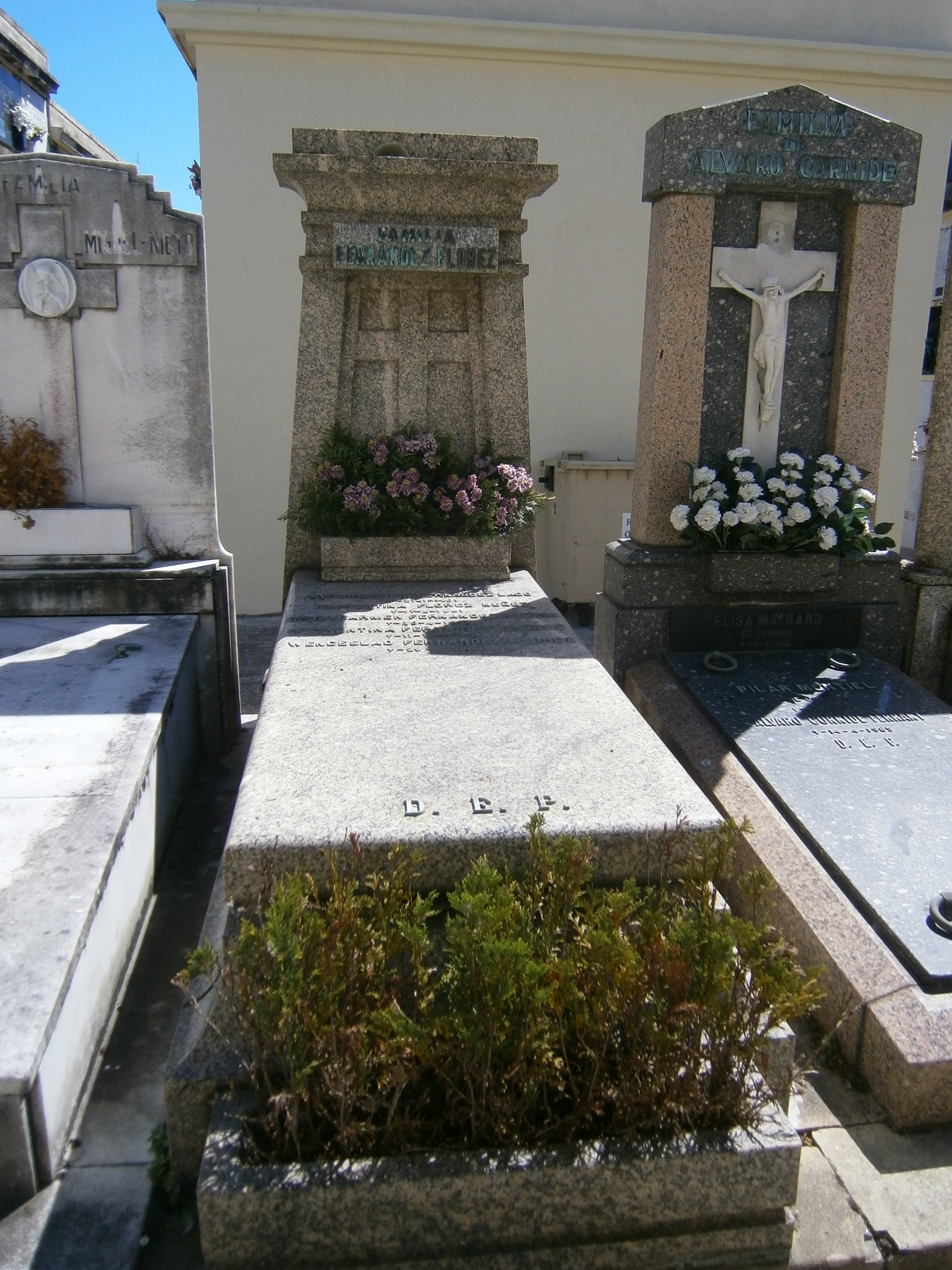
Tumba de Fernández Flórez en el cementerio de San Amaro de La Coruña.

Sobre sus experiencias en la Embajada de Holanda y en el Madrid de 1936 y 1937, escribió posteriormente dos novelas, Una isla en el mar Rojo (1938) y La novela número 13 (1941), amargas descripciones de Madrid durante la época del Frente Popular. También escribe en prensa panegíricos del general Franco, a quien calificó en el diario ABC como «el Mesías de la Redención cívica de España» (20 de septiembre de 1938). De nuevo en España, Fernández Flórez fue llamado a declarar ante el Consejo Sumarísimo abierto contra Julián Zugazagoitia en 1940-1941, presentándose a declarar en su defensa. En 1944 participó en el guion de la película El destino se disculpa de José Luis Sáenz de Heredia. En 1945 ingresó en la Real Academia Española. En 1955 con su guion se rueda en La Coruña la película Camarote de lujo con una crítica al gobierno de Franco por la permisividad de los medradores en torno a la emigración para ir a trabajar para otros países y en 1959 recibió la Cruz de Alfonso X el Sabio. En 1951 adaptó El capitán Veneno, de Pedro Antonio de Alarcón, para el cine con dirección de Luis Marquina y sus mismas obras fueron objeto de adaptaciones cinematográficas, en especial El hombre que se quiso matar por Rafael Gil, que dirigió dos versiones, una en 1942 y otra en 1970, y Huella de luz en 1943, así como por otros directores.
Wenceslao era antes de la guerra civil declaradamente liberal, incluso atacó los pilares básicos del Movimiento nacional, es decir, la Iglesia, los militares y la justicia. Por tanto, el franquismo lo acogerá con cierto recelo y permanecerá vigilante en todo momento si bien existía una vieja amistad entre las familias Franco y Fernández, precisamente por su padre que era de Ferrol y Wenceslao cuando fue a trabajar de director del diario ferrolano, Franco era un militar de la academia. Este hecho induce a una relación especial entre los dos personajes

## Obra literaria

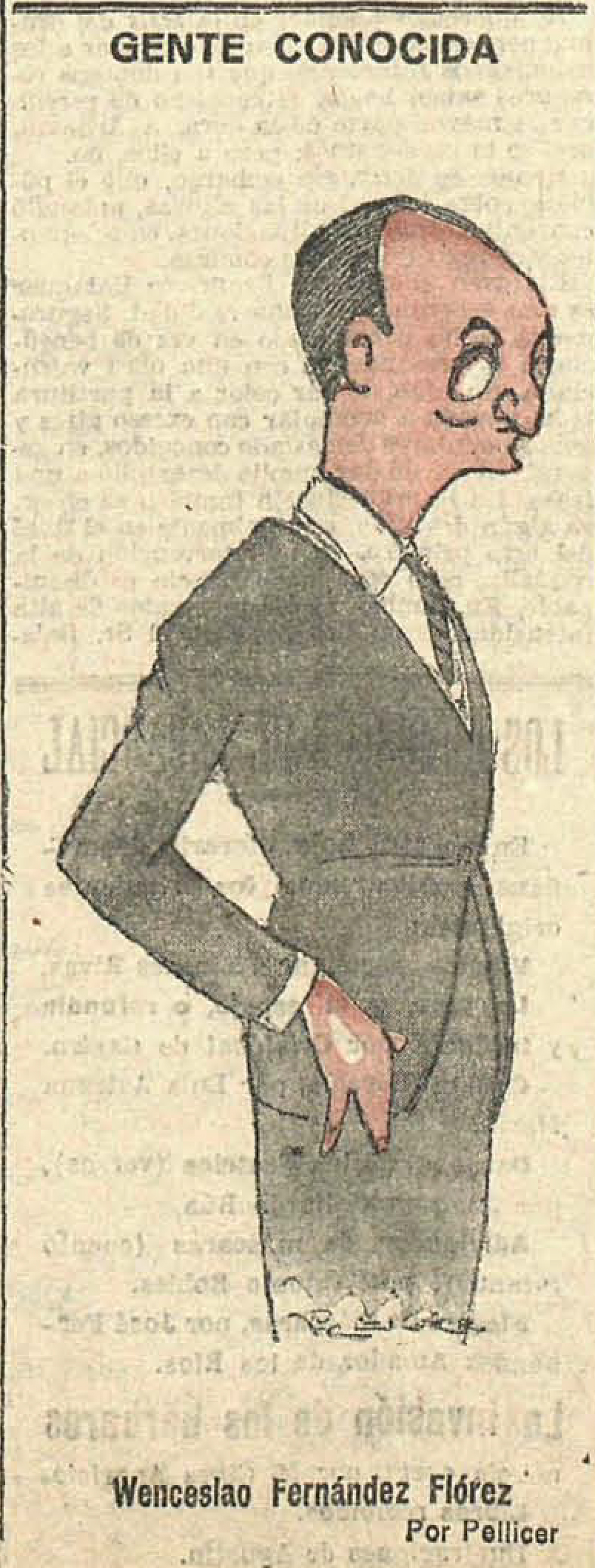
Caricaturizado en El Imparcial (1925) por Pellicer.

Sus novelas fueron escritas en castellano, y algunos de sus cuentos en gallego. Publicó unas cuarenta novelas y libros de relatos de humor, caracterizados éstos por un fino humor irónico de sesgo gallego a veces cercano a lo fantástico. Algunos de sus rasgos de humor son sorprendentemente cercanos a los que, años después, utilizaría García Márquez. Parece haber una curiosa simbiosis entre Cecebre y Macondo, digna de estudio para expertos. Se muestra muy sensible al paisaje galaico que envuelve en un profundo lirismo. Muchas de sus novelas y relatos poseen contenidos simbólicos. No se muestra un innovador en cuanto a las formas y estructuras novelísticas, sino que sigue académicamente los modos de la narrativa tradicional. No obstante, fue un pionero en muchos aspectos, y reveló una forma de pensar con una mente abierta no muy común en aquellos tiempos.
Se ha comparado su estilo, lleno de ironía escéptica, con el de Anatole France. Existen en él reminiscencias de Stendhal y de Eça de Queiroz, llegando a ser uno de los grandes conocedores y participando en el volumen que con motivo del 150 aniversario se prepara en Portugal y del que tradujo: Las más bellas páginas de Eça de Queiroz, El primo Basilio, El crimen del padre Amaro, La ilustre casa de Ramires, Los Maias, La ciudad y las sierras, San Cristóbal, Adán y Eva en el Paraíso, Epistolario de Fradique Mendes, El mandarín. Su obra transmite un mensaje de escepticismo hacia un mundo que cambia sólo superficialmente y descuida valores espirituales y morales permanentes. Sus personajes son reales, como lo eran en el caso de Eça de Queiroz, y se mueven entre la frustración y el fracaso. Pese a lo subversivo, a veces, de su conservadurismo, gozó el autor de gran prestigio bajo el franquismo, publicando con regularidad artículos de prensa, a veces críticos contra el gobierno de Franco, como por ejemplo la serie sobre el cine aparecida en la revista Semana en favor del cine español y en contra del cine estadounidense que el gobierno tenía que importar por los acuerdos con EE. UU. Gozó de amplia protección oficial y la editorial Aguilar publicó una bella edición de sus Obras completas (colección Joya).
Las preocupaciones morales y el pesimismo del autor se manifiestan en casi todas sus novelas. Así, en El secreto de Barba Azul (1923) se intenta demostrar que las pasiones mueven las acciones humanas, tesis que se repite en Las siete columnas (1926), en que los siete pecados capitales se constituyen, paradójicamente, en los pilares de la sociedad, que sería atrapada por un mortal aburrimiento si no fuera por ellos. También se ironiza sobre la hipocresía social en Relato inmoral (1928) y en El malvado Carabel (1931), siempre ofreciendo una visión desencantada de la sociedad bajo la apariencia del humor.

## Obras
Listado incompleto.
- La tristeza de la paz (1910)
- La familia Gomar (1914)
- La procesión de los días (1914)
- Luz de luna (1915)
- Acotaciones de un oyente (Crónicas parlamentarias, 1916)
- Volvoreta (1917), adaptada al cine por José Antonio Nieves Conde en 1976
- Las gafas del diablo (1918)
- Ha entrado un ladrón (1920)
- El espejo irónico (1921)
- Tragedias de la vida vulgar (1922), antología de cuentos
- El secreto de Barba Azul (1923)
- Visiones de neurastenia (1924)
- Unos pasos de mujer (1924)
- Las siete columnas (1926)
- Relato inmoral (1927)
- El hombre que se quiso matar (1929), adaptada al cine por Rafael Gil en 1942 con Antonio Casal (El hombre que se quiso matar y de nuevo por Rafael Gil en 1970 con Tony Leblanc (El hombre que se quiso matar)
- Fantasmas artificiales (1930), antología de cuentos
- Los que no fuimos a la guerra (1930)
- El malvado Carabel (1931), adaptada al cine por Edgar Neville en 1935, por Fernando Fernán Gómez en 1956 y por Rafael Baledón en 1962
- La casa de la lluvia (1931)
- El hombre que compró un automóvil (1932)
- Aventuras del caballero Rogelio de Amaral (1933)
- Los trabajos del detective Ring (1934)
- O terror vermelho (1938)
- Por qué te engaña tu marido (1939)
- Una isla en el mar rojo (1939)
- La novela número 13 (1941)
- El bosque animado (1943), adaptada al cine por José Neches en 1945, por José Luis Cuerda en 1987 con guion de Rafael Azcona y por Ángel de la Cruz y Manolo Gómez en 2001
- Yo y el ladrón (1944)
- El toro, el torero y el gato (1946)
- La nube enjaulada (1947) (relatos de humor)
- De portería a portería (1949)
- El sistema Pelegrín (1949), adaptada al cine por Ignacio F. Iquino en 1952
- Fuegos artificiales (1954).